# آرورا، شهرستان واشینگتن، ویسکانسین
آرورا (به انگلیسی: Aurora) یک منطقهٔ مسکونی در ایالات متحده آمریکا است که در ادیسون، ویسکانسین واقع شده‌است. آرورا ۳۴۹٫۹۱ متر بالاتر از سطح دریا واقع شده‌است.